# Rådet för ekonomiska och finansiella frågor

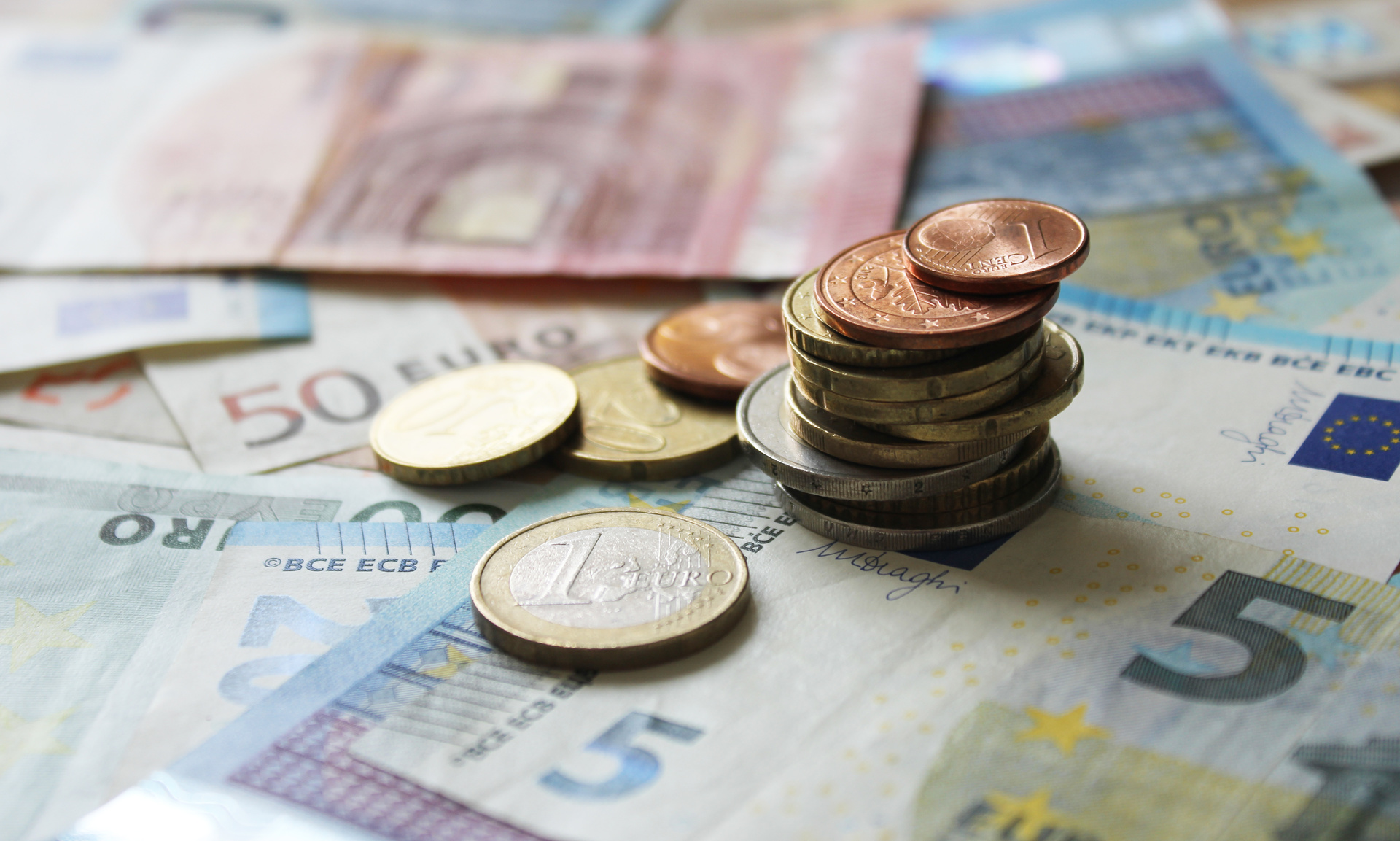
Konstellationen ansvarar bland annat för eurosamarbetet.

Rådet för ekonomiska och finansiella frågor (Ekofin), även känt som Ekofinrådet och formellt rådet (ekonomiska och finansiella frågor), är en av konstellationerna inom Europeiska unionens råd med ansvar för att lagstifta och fatta andra beslut som rör unionens finans- och budgetpolitik. Det sammanträder i regel en gång i månaden och består vanligtvis av medlemsstaternas ekonomi- eller finansministrar. Europeiska kommissionen företräds av olika kommissionsledamöter beroende på vilken sakfråga som diskuteras.
Ordförande är den rådsmedlem som företräder ordförandelandet. Konstellationen lagstiftar normalt i enlighet med det ordinarie lagstiftningsförfarandet, utom i skattefrågor. Arbetet inom rådet för ekonomiska och finansiella frågor bereds av Ständiga representanternas kommitté (Coreper).
Ekofinrådet ansvarar för att samordna den ekonomiska politiken inom unionen och utarbeta unionens budget varje år tillsammans med Europaparlamentet på förslag av kommissionen. När rådet beslutar om frågor som rör eurosamarbetet får endast euroområdets ekonomi- och finansministrar delta i omröstningar. Normalt sammanträder dessa ekonomi- och finansministrar ensamma i den så kallade Eurogruppen dagen innan Ekofinrådets sammanträden.
Rådet för ekonomiska och finansiella frågor är jämte rådet för jordbruk och fiske en av de äldsta konstellationerna.